# Nathampannai
Nathampannai é uma panchayat (vila) no distrito de Pudukkottai, no estado indiano de Tamil Nadu.

## Demografia
Segundo o censo de 2001,  Nathampannai  tinha uma população de 6398 habitantes. Os indivíduos do sexo masculino constituem 50% da população e os do sexo feminino 50%. Nathampannai tem uma taxa de literacia de 72%, superior à média nacional de 59.5%: a literacia no sexo masculino é de 79% e no sexo feminino é de 65%. Em Nathampannai, 12% da população está abaixo dos 6 anos de idade.